# Sanya (Hainan)
Sanya (kinesisk: 三亚; pinyin: Sānyà) er Kinas sydligste by. Den ligger helt mod syd i øprovinsen Hainan ved Kinas kyst til det Sydkinesiske Hav og Tonkinbugten. Den er en by på præfekturniveau.
Befolkningen anslås (2006) til 485.000 mennesker.
Byen er en yndet indenlands og international turistdestination, blandt andet på grund af trope-strandene. Miss World-konkurrencen blev arrangeret i Sanya både i 2003, 2004, 2005, og 2007. Sanya havde også værtskabet for World's Strongest Man-konkurrencen i 2006.

## Kulturminder
Stenalderhulen i Luobi (Luobidong yizhi, 落笔洞遗址) Tengqiao-gravene (Tengqiao muqun, 藤桥墓群) fra Tang-dynastiets til Ming-dynastiets tid blev i 2001 henholdsvis  2006 opført på Folkerepublikken Kinas liste over kulturminder.

## Trafik
Kinas rigsvej 223 ender i Sanya. Den begynder i Haikou i nord og følger Hainans østkyst sydover til Sanya.
Kinas rigsvej 224, den centrale vejforbindelse tværs over Hainan, begynder i Haikou og ender i Sanya. 
Kinas rigsvej 225, den vestlige halvdel af ringvejen rundt om  Hainan, løber fra Haikou i nord via Danzhou og Dongfang til Sanya i syd.
18°15′12″N 109°30′13″Ø / 18.25333°N 109.50361°Ø